# Zeta Emilianidou

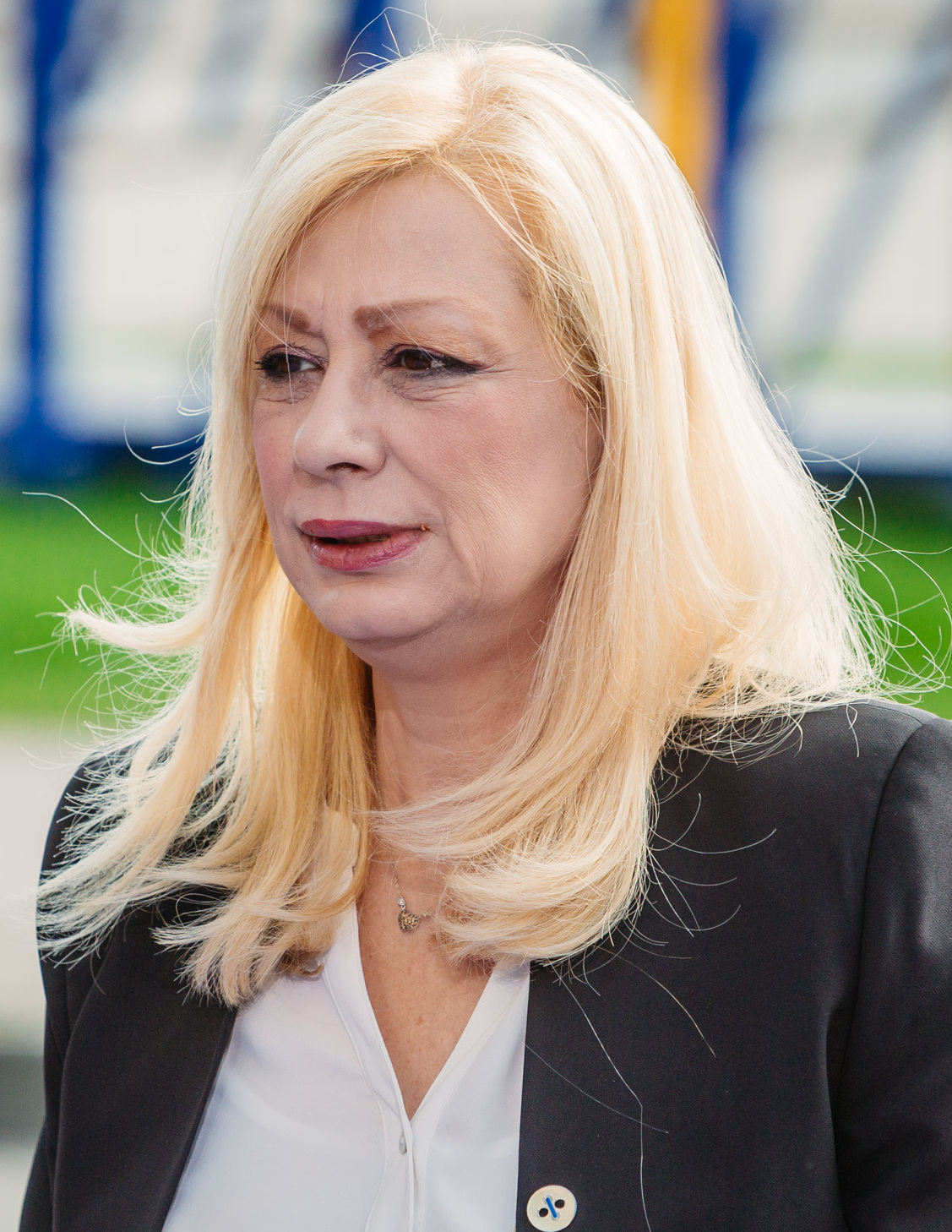
Zeta Emilianidou (2017)

Zeta Emilianidou (griechisch Ζέτα Αιμιλιανίδου; * 2. September 1954 in Nikosia, Zypern; † 6. Juni 2022 in Marousi, Athen, Griechenland) war eine zyprische Anwältin und Politikerin, die von 2013 bis zu ihrem Tod 2022 Ministerin für Arbeit, Soziales und Sozialversicherung Zyperns war.

## Leben und Karriere

### Ausbildung und Tätigkeiten
Emilianidou wurde 1954 in Nikosia in der damaligen Kronkolonie Britisch-Zypern geboren. Sie erwarb einen Abschluss in Rechtswissenschaften an der Aristoteles-Universität Thessaloniki und einen Master-Abschluss in Marketing am Cyprus Institute of Marketing. Nachdem sie die Prüfungen der zyprischen Anwaltskammer bestanden hatte, begann sie 1978 als Anwältin zu praktizieren. Im darauf folgenden Jahr wurde sie in die Zollabteilung berufen. Von 1988 bis 1992 gehörte sie zu dem Team, das für die Konzeption der Mehrwertsteuer und die Ausarbeitung der entsprechenden Rechtsvorschriften zuständig war. 1992 wurde Emilianidou zur leitenden Beamtin für die Mehrwertsteuer ernannt, und vier Jahre später, 1996, wurde sie zur ersten Zollbeamtin ernannt.
Am 2. Mai 2000 wurde Emilianidou zur stellvertretenden Direktorin der Abteilung für Mehrwertsteuerzoll und -registrierung ernannt, und vom 15. August 2001 bis zum 14. März 2010 war sie Direktorin der Abteilung für Mehrwertsteuerzoll und -registrierung und Mitglied des Verwaltungsrats der zyprischen Hafenbehörde. Sie war auch an den Verhandlungen über den Beitritt Zyperns zur Europäischen Union im Jahr 2004 beteiligt und für die Zollgesetzgebung zuständig.
Im Jahr 2010 wechselte Emilianidou zum Ministerium für Energie, Handel, Industrie und Tourismus, dessen Generaldirektorin sie wurde. In dieser Position, die sie bis zum 2. April 2013 innehatte, arbeitete sie an Themen wie der schrittweisen Diversifizierung der Energiebilanz des Landes durch die Integration von Erdgas und erneuerbaren Energien, der Anziehung ausländischer Investitionen, der Entwicklung von Jachthäfen oder der Schaffung neuer Golfplätze. Sie war auch Vorsitzende der zyprischen Energiestiftung und des Sonderfonds für erneuerbare Energiequellen und Energieeinsparung.

### Arbeitsministerin
Am 2. April 2013 wurde bekanntgegeben, dass Emilianidou Charis Georgiadis als Arbeitsministerin nachfolgen würde. Sie trat ihr Amt am darauffolgenden Tag an und war damit die erste Frau im Kabinett von Nikos Anastasiades. Nachdem Anastasiades bei den Präsidentschaftswahlen 2018 wiedergewählt worden war, wurde Emilianidou erneut zur Arbeitsministerin ernannt.
Während ihrer Amtszeit als Ministerin förderte Emilianidou unter anderem das garantierte Mindesteinkommen, die Schaffung des Vizeministeriums für Soziales, die Erhöhung des Entgelts von Rentnern mit geringem Einkommen, ein Betreuungsgeld, einen subventionierten viertägigen Urlaub, eine Witwenrente für Männer unter den gleichen Bedingungen wie für Frauen, einen bezahlten Vaterschaftsurlaub, die Einführung einer Sonderrente für über 50-Jährige mit Thalassämie, die Schaffung des Frauenhauses für Opfer häuslicher Gewalt und die Anerkennung der Mutterschaft durch Leihmütter.
Aufgrund der COVID-19-Pandemie in Zypern führte Emilianidou die speziellen Unterstützungsprogramme für Arbeitnehmer ein, die nach Einschätzung des Arbeitsministeriums im November 2020 einen Anstieg der Arbeitslosigkeit verhindert haben.

### Tod und Privatleben
Am 15. Mai 2022 erlitt Emilianidou ein Hirnaneurysma und wurde sofort in das Ygeia Medical Center in Athen, Griechenland, gebracht, wo sie operiert wurde. Emilianidou starb am 6. Juni 2022 mit 67 Jahren, woraufhin eine dreitägige Trauerzeit ausgerufen wurde. Die Trauerfeier fand am 10. Juni in der Kirche Agia Sophia in Strovolos statt, später wurde ihr Sarg auf dem Konstantin- und Helena-Friedhof in Nikosia beigesetzt.
Emilianidous Ehemann, ebenfalls Anwalt, war bereits 2017 mit 70 Jahren gestorben.